# Antoine de Craon de Dommart
Pour les articles homonymes, voir Antoine de Craon.
Antoine de Craon, fils de Jacques, seigneur de Dommart, chargé par Louis XI, en 1473, de s'avancer vers la Lorraine, fit échouer les desseins de Charles le Téméraire. Après la mort de ce prince, Louis s'empara des deux Bourgognes, et Craon en fut fait gouverneur avec de grands pouvoirs.

## Biographie
Jean IV de Chalon-Arlay, prince d'Orange, nommé lieutenant général dans le même gouvernement, lui était subordonné et lui obéissait à regret. Ce prince écrivit inutilement à Louis, pour réclamer les places et les terres qui lui'appartenaient en Franche-Comté. Dès lors il ne chercha plus qu'à se venger, et fit sa paix avec Marie de Bourgogne, fille de Charles le Téméraire, qui le créa son lieutenant général. La guerre éclata ; Craon, voulant faire lever le siège de Vesoul, se trouva surpris dans une nuit obscure, et son armée fut taillée en pièces. Il remporta cependant quelques avantages, reprit plusieurs places, mais fut ensuite battu et obligé de lever le siège de Dole. Les revers qui se succédaient déterminèrent Louis XI à faire la paix. Les Bourguignons ne cessèrent alors de porter des plaintes contre le sire de Craon, et Louis, imputant à son avarice tous les malheurs de la guerre, le renvoya dans ses terres où il mourut oublié.

## Source
« Antoine de Craon de Dommart », dans Louis-Gabriel Michaud, Biographie universelle ancienne et moderne : histoire par ordre alphabétique de la vie publique et privée de tous les hommes avec la collaboration de plus de 300 savants et littérateurs français ou étrangers, 2e édition, 1843-1865 [détail de l’édition]